# ニール・ヘイウッド
ニール・ヘイウッド（Neil Heywood、1970年10月20日 - 2011年11月14日）は、イギリス人実業家。中国の有力政治家であった薄熙来（元中国共産党重慶市委員会書記、中国共産党中央政治局委員）一家と密接な関係を持っていたが、薄の妻である谷開来に殺害された。

## 経歴

### 中国に渡るまで
ヘイウッドは裕福な家庭に育ち、全寮制の名門パブリックスクールであるハロウスクールに通い、ウォーリック大学で国際関係学を専攻し卒業。学友によるとアメリカをキャンピングカーで周遊し、大西洋をクルーザーで横断したこともあったという。

### 中国でのビジネス
1990年代前半に中国に渡り、中国共産党の大物と商売をすることを求めて中国語を学んだ。北京では中国でのビジネスを望む外国企業を顧客としたコンサルタントとなり（顧客にはアストン・マーチンの北京販売代理店や元MI6の元メンバーによって設立されたコンサルタント会社が含まれていた）、複数の会社を設立。卓越した手腕でビジネスを拡大していった。
イギリス政府の諜報部員という噂もあったが、ウィリアム・ヘイグ外相はイギリス大使館員がヘイウッドが主催する会議に参加していたことは認めたが、彼が諜報機関の職員であることは明確に否定した。

### 薄夫妻との出会い
1990年中ごろには大連市の市長であった薄熙来及び妻である弁護士の谷開来と知り合い、夫妻の息子である薄瓜瓜（ボー・グアグア）の家庭教師を務め、イギリス留学のサポートを行ったり（ヘイウッドと同じくハロウスクールに通い、ベリオール・カレッジ (オックスフォード大学)に進学した）、薄一家が中国で得た隠し財産を海外に持ち出して資金洗浄を行うなど親密な関係を築いていた。

### 殺害
2011年11月14日に重慶市内のホテルで急性アルコール中毒によりヘイウッドが死亡したと当局から発表された。しかし、ヘイウッドの友人たちは彼が酒を飲まないことを知っており、司法解剖も行われないまま遺体は火葬されてしまったことが疑念を呼び、イギリス政府は中国に事件の全容解明を要請した。そのため、重慶市公安局は本事案の再捜査にあたることになった。
その結果、谷は薄家の生活秘書である張暁軍と共謀し、張暁軍がヘイウッドに青酸カリを飲ませて殺害させていたことが明らかになり、２人は2012年４月に逮捕された。谷の供述によると2005年ごろからヘイウッドと彼女との関係に不正蓄財した資産の扱いを巡って亀裂が入り、息子である薄瓜瓜の身の安全をヘイウッドが脅迫するようになったため殺害することを決意したという。また、捜査当局者が取調べ記録の改ざんや証拠隠滅などにより、谷が事件現場にいなかったかのように偽装工作をしていたことや、ヘイウッドの親族に自分たちの出した結論を受け入れるよう説得し、ヘイウッドの遺体を司法解剖せず火葬したことも明らかになった。
谷は2012年８月20日に2年間の執行猶予付きの死刑判決、張暁軍は懲役９年の判決を受け、双方とも控訴せず判決が確定した。
また、この事件により薄の部下であり再捜査の責任者である重慶市公安局長の王立軍が成都のアメリカ合衆国総領事館に駆け込む亡命未遂事件を起こし、薄が失脚する引き金となった。

### 私生活
中国人であるWang Luluとの間に一男一女を儲けており、一家は北京の高級住宅地にあるゲーテッドコミュニティで暮らしているという。